# Ribes montigenum
Ribes montigenum là một loài thực vật có hoa trong họ Grossulariaceae. Loài này được McClatchie miêu tả khoa học đầu tiên năm 1897.